# 歡樂頌 (第一季)
中国大陸时装剧《欢乐颂》第一季內容改編自同名小說的第一部。2015年8月27日在上海开机，2015年11月29日在上海全部杀青，由刘涛、蒋欣、王子文、杨紫、乔欣领衔主演，2016年4月18日于东方卫视、浙江卫视上星播出。

## 主要劇情
故事起初起源於三位女性：為人仗義卻想嫁個有錢人，從事外企資深人力資源的樊勝美（蔣欣 飾）；為人單純做事莽撞，來自小城市的職場新人邱瑩瑩（楊紫 飾）；為人文靜內向、家境良好，在五百強企業上班實習的關雎爾（喬欣 飾），為了在上海生活而合租在上海歡樂頌小區19號樓22層的2202。其後三位女性遇上同層的2201和2203一起裝修，因此先後認識了新入住22層的2201投資公司高管安迪（劉濤 飾）和2203富家女曲筱綃（王子文 飾）。
五個不同背景的女性一開始因樊勝美，邱瑩瑩，安迪檢舉曲筱綃的入住派對而發生嫌隙，但因為同住一層樓，樊勝美幫助安迪打開電子鎖，安迪幫助曲筱綃GI的重要案件，協助曲筱綃完成GI項目以應對與同父異母的哥哥爭家產的問題、且常常見面，而成為好友並相互幫助。安迪因好友譚總的邀約，而回上海幫他工作，當首席財務長CFO，處理樊勝美的家庭負擔的問題等等，邱瑩瑩一心想考取註冊會計師，在上海能當高薪一族，負擔自己的開銷與房租，關雎爾雖然不是名校畢業，但有幸進入五百強外商實習，而致使她更加努力想通過正式員工考核，曲筱綃則在媽媽的說服下回上海與哥哥搶奪公司事業。曲筱綃認為瑩瑩的男朋友白主管花心，猥鎖男，所以用計與白主管接近，白主管騙了瑩瑩去幫他搬新公司，造成他們之間的嫌隙。後來她們齊心協力地揭穿了邱瑩瑩男友白主管的花心性格。安迪因與網友奇點，也就是魏渭交往密切，而被暗戀魏渭的人在網上破壞名聲，稱安迪為小三。此人正也是曲筱綃的昔日同窗，曲筱綃解決了安迪在網上被栽贓的事情，而後安迪因為自己弟弟被收養在養老院感到憂心忡忡，魏渭一直陪伴在安迪身邊，這兩人也因此而成為男女朋友。曲筱綃喜歡上幫自己看腳的骨科趙醫師，因趙醫師手術失敗，心情不佳，而帶他去酒店玩樂，終於把他追到手。曲筱綃的哥哥在一場酒會認識樊勝美，樊勝美一心想嫁給有錢人，而答應與他約會。結局最終曲筱綃與趙啟平分手後復合，樊勝美接受了王柏川的表白，關雎爾的工作轉正，邱瑩瑩認識了同鄉的IT男性應勤，安迪和魏渭分手並在大家的支持下恢復起來。

## 登場人物

### 22楼五美
| 演員              | 角色             | 粵語配音 | 介紹 | 登場集數                       |
| 劉濤 幼年：王紫嫣 | 安迪／（何立春） | 陸惠玲   | Andy Thompson、安迪姐、安總、高冷姐 臭安迪（曲筱綃專用） 姓何，原名立春。（以護照上的名字做為常用名字）。 三十一歲。孤兒、出生於黛山，因母親過世和弟弟被送往福利院，五歲以後因智力超群被收養至美國。於三年級、五年級、高中跳級過。 哥倫比亞大學商學院畢業，華爾街投資公司高管。歸國後任晟煊集團首席财务官（年薪7位數、分紅另算）。 言談舉止精準幹練，對數字敏感，記憶力強，性格高冷，害怕他人觸碰。 為找弟弟而回到中國。外公為知名畫家－何雲禮。生父為知名經濟學家－魏國強。外婆、媽媽都有很嚴重的精神病，懷疑自己也有精神病基因。 怕中文退化，在科技論壇練筆認識了「奇點」（魏渭網名），曾向奇點求婚，後分手。 在美國常開保時捷跑車，回國後開老譚的紅色保時捷911（限量版、頂配），後換成保時捷Panamera。 會背原版加菲貓語錄，堅持每天看兩小時書。 食量驚人，不忌口，喜大葷。 路痴。 位居：歡樂頌小區19號樓2201業主。 請參見何家。 | 全劇                           |
| 蔣欣              | 樊勝美           | 曾秀清   | 樊姐、樊小妹、小樊、小樊同學、小美、小美美眉、阿美 樊大姐（曲筱綃專用） 三十歲。南通人。大學管理學院2005屆學士畢業。外資公司（希爾巴赫家居）資深HR，劇末，為調整人生規劃跳槽至（宜信財富）任職理財顧問。 精於人情世故，為人仗義。一心想嫁個有錢人。 隱瞞王柏川房子是租來的，後被發現。 長期匯款貼補家用，然而父母嚴重重男輕女，哥哥無業且脾氣暴躁。 口頭禪「有樊姐呢」。 位居：歡樂頌小區19號樓2202租戶。（與邱瑩瑩、關雎爾合租） 請參見樊家。 | 1-37、39-42                    |
| 楊紫              | 邱瑩瑩           | 張頌欣   | 小邱 小蚯蚓（樊勝美專用）、俠女（咖啡店老總專用） 二十三歲。鹽城人。個性直爽、單純，愛恨分明，做事雖莽撞，但身具行動力，一但確立目標，即勇往直前至目標達成為止。 家中第一個進大城市的人，因此父母希望她在上海站穩腳跟。 原為辦公室文員，因故破壞行規舉報內部貪汙，但自身也惹出一身麻煩（亦同時與犯案者一同遭休假、暫停職務處理）。後轉求職，因身具俠義精神，深受卡卡奧咖啡店老總欣賞，任職咖啡店咖啡銷售員，後因安迪啟發之故，自主開發網店銷售，為促進網店銷售業績。認曲筱綃為師傅，學習如何做生意。因銷售業績成長。終被授權主負責咖啡店之網店經營。 視樊勝美為親姐關係。 位居：歡樂頌小區19號樓2202租戶。（與樊勝美、關雎爾合租） 請參見邱家。 | 1-27、29-38、40-42             |
| 喬欣              | 關雎爾           | 陳皓宜   | 小關、關關 二十二歲。無錫人。 入職五百強企業（華鑫證券）任實習生，後轉為正職。 家境良好乖乖女，文靜內向，氣質溫柔。 非名校畢業而對自己不自信。 英文水平好，可以直接看原版「生活大爆炸」。 視安迪為偶像，努力向她學習。 暗戀趙啟平。 位居：歡樂頌小區19號樓2202租戶。 （與樊勝美、邱瑩瑩合租） 請參見關家。 | 全劇                           |
| 王子文            | 曲筱綃           | 劉惠雲   | 小曲、小妖精、曲總、小曲總2 女施主（趙啟平專用）、師傅（邱瑩瑩專用） 二十四歲。 海歸、富二代、初入商海的小老闆。 精靈古怪、肆意灑脫，率性犀利。 從小在關係復雜的家庭長大，看似不學無術，卻很有江湖智慧。 為了和同父異母的哥哥爭家產，被母親叫回中國。 為表現出自己的決心，開了輛家裡買菜用的兩廂型Polo。 一心一意撮合安迪與包奕凡。 喜歡趙啟平，兩人分合多次。 位居：歡樂頌小區19號樓2203業主。 請參見曲家。 | 1-7、9-18、20-26、28-37、39-42 |

### 何家
| 演員                | 角色           | 粵語配音 | 介紹 | 登場集數          |
|                     | 何雲禮 (藝名） |          | 安迪、小明外公。 知名畫家。 畫痴。一直跟著魏國強生活。                                                                       | 38、39 （回憶裡） |
|                     | 安迪外婆       |          | 安迪、小明外婆。 有嚴重的精神病。 已亡。                                                                                     | 39 （回憶裡）     |
| 丁勇岱 青年：孫棟   | 魏國強         | 譚炳文   | 安迪生父。 知名經濟學家。 大學教師兼商業集團顧問。 出過幾本經濟學方面著作，在商界備受推崇。 上山下鄉到了黛山，認識安迪母親。 | 37-40             |
| 戴美虹              | 安迪母         |          | 安迪、小明生母。 黛山有名的美女。 有嚴重的精神病。 生下小明後過世。                                                          | 38 （回憶裡）     |
| 劉濤 幼年：王紫嫣   | 何立春 ／安迪  | 陸惠玲   | 安迪、小明親姐。 姓何，原名立春。（以護照上的名字做為常用名字）。 請參見22楼五美。                                           | 全劇              |
| 石雲鵬 幼年：鐘博翰 | 小明           |          | 安迪弟弟。 小時候被收養，領養人發現其智能有問題丟棄，後被敬老院秀媛院長收養。 被安迪找回後，繼續寄養於敬老院。               | 19-20、34、38-39  |

### 樊家
| 演員   | 角色   | 粵語配音 | 介紹                                                                | 登場集數                         |
| 張乃華 | 樊建國 | 林國雄   | 樊勝美父親。 雷雷爺爺。 因突發腦溢血開刀。 重男輕女，拿女兒填兒子。 | 25、27-28、30、32、33、35-37、42 |
| 康群智 | 劉美蘭 | 蔡惠萍   | 樊勝美母親。 雷雷奶奶。 重男輕女，拿女兒填兒子。                    | 24-25、27-28、30、32-37、42      |
| 岳暘   | 樊勝英 | 張錦江   | 樊勝美哥哥。 雷雷父親。 不務正業，出事就找樊勝美解決。              | 30-31、36、42                    |
| 趙千紫 | 淑娟   | 朱妙蘭   | 樊勝美嫂子。 雷雷母親。                                             | 26-27、30-31、36、42             |
| 湯亦程 | 雷雷   | 魏惠娥   | 樊勝美姪子。                                                        | 27、30、32-37、42                |
| 蔣欣   | 樊勝美 | 曾秀清   | 樊姐 請參見22楼五美。                                               | 1-37、39-42                      |

### 曲家
| 演員   | 角色   | 粵語配音 | 介紹 | 登場集數                                        |
| 王永泉 | 曲父   | 朱子聰   | 曲總 臭爸（曲筱綃專用） 曲筱綃、曲連傑父親。 和前妻離婚後，曾淨身出戶。後與現任曲母結婚，育有一女曲筱綃。                           | 1-4、6、9-10、13、18、23、25、28、31-32、34、42 |
| 穆麗燕 | 曲母   | 袁淑珍   | 曲總的第二任妻子、老許（曲父專用暱稱） 曲筱綃母親。                                                                                 | 1-4、9-10、13、18、23、25、31-32、34-35         |
| 郭曉然 | 曲連傑 | 張方正   | 小曲總1 前妻之子、曲筱綃同父異母哥哥。 離婚，獨自生活，孩子歸妻子扶養。 在商業酒會認識樊勝美，曾短暫在一起，其實只是玩玩。 敗家子。 | 2-3、9、18、23-24、26、29、30、32-33            |
| 王子文 | 曲筱綃 | 劉惠雲   | 小曲總2 曲連傑同父異母妹妹、現任曲母之親女。 請參見22楼五美。                                                                       | 1-7、9-18、20-26、28-37、39-42                  |

### 邱家
| 演員 | 角色   | 粵語配音 | 介紹                                      | 登場集數           |
| 馮暉 | 邱父   | 馮志輝   | 邱瑩瑩父親。 邱家中第一個從農村進城的人。 | 9、13、27、35      |
| 楊紫 | 邱瑩瑩 | 張頌欣   | 小邱 請參見22楼五美。                     | 1-27、29-38、40-42 |

### 關家
| 演員   | 角色   | 粵語配音 | 介紹                                                                  | 登場集數       |
| 譚希和 | 關父   | 陳永信   | 關雎爾父親。                                                          | 12、16、18、42 |
| 劉敏濤 | 關母   | 沈小蘭   | 關雎爾母親。 一心希望女兒快點找到好人家，所以一直想幫關雎爾安排相親。 | 12、16、18、42 |
| 喬欣   | 關雎爾 | 陳皓宜   | 小關、關關 請參見22楼五美。                                           | 全劇           |

### 其他
| 演員   | 角色   | 粵語配音 | 介紹 | 登場集數                                                   |
| 祖峰   | 魏渭   | 陳欣     | 奇點 （網名） 、魏總、魏兄 白手起家，投資高手。 從事外貿生意（自五金出口做到原材料進口）。 心機深重，做生意不擇手段。 曾因金融危機賠光身家，差點跳樓。 與安迪於網路科技論壇認識，第一次見面就對安迪一見鍾情。 安迪初戀，第一季結束前分手。 自嘲是農民企業家，所以開一輛賓士S65 AMG。             | 4-8、11、14-16、18-23、25-35、37-42                        |
| 王凱   | 趙啟平 | 蘇強文   | 趙醫生、小趙 唐長老、趙長老（曲筱綃專用） 三十一歲。 上海人。 書香門第出身的高材生。 上海市第六醫院骨科副主任醫師。 有傳言，和衛生局某領導的女兒交往七年，因此能光速升副主任醫師。 清高的文化人。 曾請奇點與安迪代買日文小黃書。 曲筱綃男朋友，兩人分合多次。 座車為Volvo XC60。                 | 10-11、13-15、17-18、20-22、24-25、28-29、31、33-35、39-42 |
| 張陸   | 王柏川 | 雷霆     | 王帥哥、小王、王總 南通人。大學管理學院2005屆學士畢業。 家境普通，在上海自行創業。 樊勝美大學同屆同學。 從學生時期開始喜歡樊勝美，後為樊勝美男友。 原本開一輛租來的BMW 3 Series，後自購二手MAZDA 6。                                                                                             | 5-8、10-13、16-17、20-23、28-37、40-42                     |
| 靳東   | 譚宗明 | 陳廷軒   | 老譚、譚總 晟煊集團CEO，安迪老闆，上海商業巨鱷。 安迪回國前唯一的朋友，是安迪最信任的人，也是藍顏知己。 曾經也是眾多對安迪心動的男性之一，但自知不可能讓安迪愛上自己。 | 1、3-4、7-8、10-14、18-19、21、23、26-27、38-42            |
| 楊爍   | 包奕凡 | 潘文柏   | 包總、小包、小包總、包兄 南通人。 富二代，包氏集團副總。 國內名校畢業，國外名校MBA，實業界有名的少帥。 頭腦清楚、邏輯嚴密，對國內和國際經濟形勢有獨到的見解。 大膽、敢於創新，性格直率而又不乏手段。 據說從他手裡帶出有名有姓的女朋友少說有一打。 在商業酒會認識安迪後一見鍾情，千方百計追求她。 | 24-26、36-37、39、41-42                                    |
| 吳昊宸 | 應勤   | 李致林   | 小應 大豐人，和邱瑩瑩是老鄉。 IT工程師。 向邱瑩瑩買咖啡時認識，邱瑩瑩在應勤感冒時特地送臘肉飯給他。 | 35、40-42                                                  |
| 張曉謙 | 姚濱   | 陳灝瑋   | 富二代，曲筱綃的閨蜜。 多次幫曲筱綃介紹生意朋友。 舅舅為私人山莊主人。 喜歡曲筱綃。 | 1-5、7、14、16-17、20-23、32、34、40                       |
| 胡伊靜 | 恐恐   |          | 富二代，曲筱綃的閨蜜。 | 1-35、14、32、34、40                                       |
| 王雯詩 | 嵐嵐   |          | 富二代，曲筱綃的閨蜜。 家中做服裝生意。 幫曲筱綃調查過趙啟平。 | 1-35、10、14、32-34、40                                    |
| 陳牧揚 | 白主管 | 梁偉德   | 白帥哥、白渣男 邱瑩瑩前男友。 因邱瑩瑩舉報其作帳有貓膩，而被公司開除。 | 3-8、12                                                    |
| 寧文彤 | 嚴呂明 | 葉振聲   | 老嚴 譚宗明的朋友。 幫助安迪找到弟弟。 | 7、18-20                                                   |
| 王宏   | 林靖   | 劉昭文   | 林師兄 關雎爾師兄。 喜歡關雎爾。 | 8-9、11、16-17、19、21、24-25、27-28                       |
| 劉琳   | 秀媛   | 沈小蘭   | 秀媛院長 敬老院院長，收養安迪的弟弟小明。 | 19-20、34-35、38-39                                        |
| 李克伟 | 刘思明 | 張錦江   | 安迪下属。 隶属市场部，负责电脑市场规划。 对于工作不上心，时常出错。上班时间专注于股票多于工作。 家里上有老下有小，还有二十年房贷。 41集时，因加班过劳，而深度昏迷。 | 2-3、8-9、14、16、21、26、37、40-41                        |
| 李帥   | 关大禹 | 陳卓智   | 安迪下属。 隶属市场部，负责家电业务。 | 2-3、8-9、14、16、21、26、37、40-41                        |
| 袁愿   | 张莉莉 | 許盈     | 安迪下属。 隶属市场部。 | 2-3、8-9、14、16、21、26、37、40-41                        |
| 隋雨蒙 | 米雪儿 |          | 关雎尔同事，为同期实习生。 舅舅是公司中国区的高管。 因感冒拜托关睢尔帮忙完成手上工作，却在工作呈交上司前无检查内容，而关雎尔为最终签字负责的人，因此令关雎尔被上司责骂并写检讨报告。 | 3、6、8、11-16、19、21、39、42                             |
| 朱夢瑤 | 小叶   |          | 关雎尔同事，为同期实习生。 | 3、6、8、11-16、18-19、21、42                              |
| 李雪婷 | 阿关囡 | 曾佩儀   | 曲筱绡中学同学，因層級關係，一直想打進其關係網。 家里做外贸生意（但因近期家裡生意難做，忌妒奇點的生意火爆）。 想和奇点湊在一起但無緣，後在网络论坛上诬陷安迪为小三，后被曲筱绡施巧計解决。 | 13-14                                                      |
| 魏偉   | 小梁   | 劉奕希   | 追债人。 弟弟被樊胜美哥哥打伤住院，仗着医院有人，以此讹诈樊家医药费。 | 31、36                                                     |

## 電視劇歌曲
| 曲序 | 曲目                             |                  | 作曲   | 编曲 | 演唱                           |
| ---- | -------------------------------- | ---------------- | ------ | ---- | ------------------------------ |
| 1.   | 陪你左右（插曲）                 | 劉婕             | 撈仔   | 插曲 | 祖峰                           |
| 2.   | 說不出口（插曲）                 | 韓冰             | 張江   |      | 劉濤                           |
| 3.   | 空氣（插曲）                     | 韓冰             | 張江   |      | 祖峰                           |
| 4.   | 破繭（插曲）                     | 徐夢雅           | 撈仔   |      | 喬欣                           |
| 5.   | 灰姑娘（插曲）                   | 徐夢雅           | 撈仔   |      | 蔣欣                           |
| 6.   | 我要你（插曲）                   | 洛冰             | 撈仔   |      | 王子文                         |
| 7.   | 總有幸福在等你（主题曲、片尾曲） | 徐夢雅           | 撈仔   |      | 劉濤、蔣欣、王子文、楊紫、喬欣 |
| 8.   | 開的比花香（插曲）               | 徐夢雅           | 撈仔   |      | 楊紫                           |
| 9.   | 你我（插曲）                     | 徐夢雅           | 撈仔   |      | 楊爍                           |
| 10.  | 歡樂頌（插曲）                   | 韓冰             | 張江   |      | 張江                           |
| 11.  | 繁星（插曲）                     | 根據拜倫詩作改編 | 王姝旑 |      | 張江                           |
| 12.  | 愛情這樣開始（插曲）             | 陳春艷           | 撈仔   |      | 張江                           |

## 制作

### 拍攝
於2015年8月27日在上海举行开机拍攝仪式並於2015年11月29日正式在上海全部杀青，全劇於上海取景。

## 劇集播放歷史

### 電視播映
《歡樂頌》第一季於2016年4月18日在東方衛視和浙江衛視晚上首播。《歡樂頌》從2016年4月18日開始在東方衛視和浙江衛視首播，當時收視率並不樂觀，東方衛視僅列當天排行榜的第9位，浙江甚至跌出10名之外。在經過一星期左右的發酵，《歡樂頌》的收視直線上升，4月23日兩個播出平台均進入收視榜前5，其中東方衛視位列第3。隨著話題越炒越熱，4月29日東方衛視憑藉《歡樂頌》成功登頂，而另一播出平台浙江衛視也進入前三名。在那之後該劇的表現就相對穩定，兩個播出平台基本都保持在收視榜前三位，東方衛視從5月4日起就沒有離開冠軍寶座。
海外方面，《歡樂頌》的播出版權曾售與马来西亚八度空间以及香港電視廣播有限公司等，而南韓尚未落實。

### 網上播映
《歡樂頌》首播時透過網路影視平台優酷及YouTube，播出第二天與電視台同步放映。

## 集數
| 總集數 | 集數 （季） | 標題               | 導演         | 編劇   | 首播日期      | 東方衛視收視人數 （百萬） |
| ------ | ----------- | ------------------ | ------------ | ------ | ------------- | ------------------------- |
| 1      | 1           | “奇葩”鄰居齊聚首   | 孔笙、簡川訸 | 袁子彈 | 2016年4月18日 | 0.567                     |
| 2      | 2           | 電梯驚魂矛盾緩和   | 孔笙、簡川訸 | 袁子彈 | 2016年4月18日 | 0.567                     |
| 3      | 3           | 筱綃為項目求助安迪 | 孔笙、簡川訸 | 袁子彈 | 2016年4月19日 | 0.729                     |
| 4      | 4           | 安迪奇點相聊甚歡   | 孔笙、簡川訸 | 袁子彈 | 2016年4月19日 | 0.729                     |
| 5      | 5           | 瑩瑩慘遭白主管欺騙 | 孔笙、簡川訸 | 袁子彈 | 2016年4月20日 | 0.78                      |
| 6      | 6           | 樊勝美怒砸小白家   | 孔笙、簡川訸 | 袁子彈 | 2016年4月20日 | 0.78                      |
| 7      | 7           | 樊勝美被白主管訛詐 | 孔笙、簡川訸 | 袁子彈 | 2016年4月21日 | 0.753                     |
| 8      | 8           | 邱瑩瑩與渣男決裂   | 孔笙、簡川訸 | 袁子彈 | 2016年4月21日 | 0.753                     |
| 9      | 9           | 小曲遠端求救安迪   | 孔笙、簡川訸 | 袁子彈 | 2016年4月22日 | 0.844                     |
| 10     | 10          | 王凱醫生帥氣上線   | 孔笙、簡川訸 | 袁子彈 | 2016年4月22日 | 0.844                     |
| 11     | 11          | 安迪感情遇阻       | 孔笙、簡川訸 | 袁子彈 | 2016年4月23日 | 0.984                     |
| 12     | 12          | 小美識破王柏川真相 | 孔笙、簡川訸 | 袁子彈 | 2016年4月24日 | 1.102                     |
| 13     | 13          | 安迪網上被黑小三   | 孔笙、簡川訸 | 袁子彈 | 2016年4月24日 | 1.102                     |
| 14     | 14          | 小曲設計還安迪清白 | 孔笙、簡川訸 | 袁子彈 | 2016年4月25日 | 0.983                     |
| 15     | 15          | 奇點索吻遭拒       | 孔笙、簡川訸 | 袁子彈 | 2016年4月25日 | 0.983                     |
| 16     | 16          | 關關遭經理痛批     | 孔笙、簡川訸 | 袁子彈 | 2016年4月26日 | 0.993                     |
| 17     | 17          | 曲小妖秒變迷妹     | 孔笙、簡川訸 | 袁子彈 | 2016年4月26日 | 0.993                     |
| 18     | 18          | 小曲完美攻陷趙三藏 | 孔笙、簡川訸 | 袁子彈 | 2016年4月27日 | 1.040                     |
| 19     | 19          | 圓周率魔咒安迪失控 | 孔笙、簡川訸 | 袁子彈 | 2016年4月27日 | 1.040                     |
| 20     | 20          | 樊勝美冷落王柏川   | 孔笙、簡川訸 | 袁子彈 | 2016年4月28日 | 0.962                     |
| 21     | 21          | 趙醫生曲小妖互撩   | 孔笙、簡川訸 | 袁子彈 | 2016年4月28日 | 0.962                     |
| 22     | 22          | 22樓齊聚山莊       | 孔笙、簡川訸 | 袁子彈 | 2016年4月29日 | 1.126                     |
| 23     | 23          | 王柏川遭樊勝美羞辱 | 孔笙、簡川訸 | 袁子彈 | 2016年4月29日 | 1.126                     |
| 24     | 24          | 包奕凡追求安迪     | 孔笙、簡川訸 | 袁子彈 | 2016年4月30日 | 0.862                     |
| 25     | 25          | 關雎爾遇上一見鍾情 | 孔笙、簡川訸 | 袁子彈 | 2016年5月1日  | 1.29                      |
| 26     | 26          | 樊勝美陪酒大醉     | 孔笙、簡川訸 | 袁子彈 | 2016年5月1日  | 1.29                      |
| 27     | 27          | 安迪向奇點求婚     | 孔笙、簡川訸 | 袁子彈 | 2016年5月2日  | 1.513                     |
| 28     | 28          | 打牌打出羅生門     | 孔笙、簡川訸 | 袁子彈 | 2016年5月2日  | 1.513                     |
| 29     | 29          | 趙醫生提出分手     | 孔笙、簡川訸 | 袁子彈 | 2016年5月3日  | 1.383                     |
| 30     | 30          | 樊勝美拒絕安迪幫助 | 孔笙、簡川訸 | 袁子彈 | 2016年5月3日  | 1.383                     |
| 31     | 31          | 安迪勝美矛盾升級   | 孔笙、簡川訸 | 袁子彈 | 2016年5月4日  | 1.524                     |
| 32     | 32          | 曲筱綃幫勝美尋親   | 孔笙、簡川訸 | 袁子彈 | 2016年5月4日  | 1.524                     |
| 33     | 33          | 樊父入院 勝美崩潰  | 孔笙、簡川訸 | 袁子彈 | 2016年5月5日  | 1.672                     |
| 34     | 34          | 趙醫生假女友被拆穿 | 孔笙、簡川訸 | 袁子彈 | 2016年5月5日  | 1.672                     |
| 35     | 35          | 失戀小曲變喪心病狂 | 孔笙、簡川訸 | 袁子彈 | 2016年5月6日  | 1.748                     |
| 36     | 36          | 堅強樊小妹惹人疼   | 孔笙、簡川訸 | 袁子彈 | 2016年5月6日  | 1.748                     |
| 37     | 37          | 安迪包奕凡言語投緣 | 孔笙、簡川訸 | 袁子彈 | 2016年5月7日  | 1.68                      |
| 38     | 38          | 安迪身世揭祕       | 孔笙、簡川訸 | 袁子彈 | 2016年5月8日  | 1.928                     |
| 39     | 39          | 趙醫生吃醋口是心非 | 孔笙、簡川訸 | 袁子彈 | 2016年5月8日  | 1.928                     |
| 40     | 40          | 小邱夜送臘肉飯     | 孔笙、簡川訸 | 袁子彈 | 2016年5月9日  | 1.93                      |
| 41     | 41          | 安迪再遭變故       | 孔笙、簡川訸 | 袁子彈 | 2016年5月9日  | 1.93                      |
| 42     | 42          | 歡樂頌上演幸福新年 | 孔笙、簡川訸 | 袁子彈 | 2016年5月10日 | 1.972                     |

## 獎項
| 年份   | 颁奖典礼                           | 奖项                 | 得奖者     |
| 2016年 | 2016腾讯视频星光大赏               | 年度最佳电视剧       | 欢乐颂     |
| 2016年 | 第七届澳门国际电视节               | 优秀电视剧大奖       | 欢乐颂     |
| 2016年 | 2016ELLE风尚大典                   | 年度风尚剧集         | 欢乐颂     |
| 2016年 | 今日头条2016年度娱乐盛典           | 年度最受欢迎电视剧IP | 欢乐颂     |
| 2017年 | 2016新浪微博之夜                   | 年度电视剧荣誉       | 欢乐颂     |
| 2017年 | 第十一届全国电视制片业十佳表彰大会 | 优秀电视剧           | 欢乐颂     |
| 2017年 | 2017中国电视剧品质盛典             | 年度品质组合奖       | 欢乐颂五美 |
| 2017年 | 2017中国电视剧品质盛典             | 年度品质榜样剧作     | 欢乐颂     |

- 第22届华鼎奖 中国百强电视剧满意度调查第八名

## 外部連結
- 《电视剧欢乐颂》的新浪微博
- 《歡樂頌》無綫電視J2官方網站 （页面存档备份，存于）（繁體中文）
- 《歡樂頌》緯來官方網站 （页面存档备份，存于）（繁體中文）
- 豆瓣电影上《欢乐颂》的資料 （简体中文）
- 豆瓣读书上《欢乐颂》的資料 （简体中文）